# 2018년 동계 패럴림픽
2018년 동계 패럴림픽(영어: 2018 Winter Paralympics, XII Paralympic Winter Games)은 대한민국 강원도 평창군에서 2018년 3월 9일부터 3월 18일까지 개최된 동계 패럴림픽이다. 패럴림픽은 척수 장애, 절단 및 기타 장애, 시각 장애, 뇌병변 장애가 있는 국가대표 선수들을 위한 장애인 동계 올림픽으로 평창군과 강릉시, 정선군 일대의 주요 경기장에서 경기를 개최하게 된다. 이와 비슷한 국제 대회로는 2013년에 열린 지적 장애인들을 위한 2013년 동계 스페셜 올림픽이 있다.

## 상징물

### 엠블럼
2018 평창 동계 패럴림픽의 공식 엠블럼은 평창 동계 올림픽 엠블럼과 연계되어 있으면서 인종과 지역, 장애를 뛰어 넘는 평화와 희망의 세상을 표현하였으며 눈(설상)과 얼음(빙상), 동계 스포츠 스타(선수)를 엠블럼 디자인에 형상화하였다. 또한 장애인과 비장애인, 선수와 관중, 세계인들이 함께하는 세상을 표현하였다. 엠블럼의 색상은 한국 전통의 오방색을 모티브로 하였다.

### 마스코트
2016년 6월 2일, 2018년 평창 동계 올림픽 및 패럴림픽 조직위원회는 2018년 평창 동계 올림픽과 패럴림픽의 공식 마스코트를 '백호'와 '반달가슴곰'으로 확정했다. 이들 마스코트의 이름은 각각 '수호랑(Soohorang)'과 '반다비(Bandabi)'로 정해졌다. 반다비의 경우 반달가슴곰을 상징하여 1988년 서울 패럴림픽 마스코트였던 곰두리의 연속성을 이으려는 의도라고 조직위원회는 설명했다.
반다비는 올림픽 마스코트인 수호랑이 용감하고 씩씩한 느낌을 주는데 비해 정답고 부드러운 느낌을 준다.

## 경기 시설

### 경기장

#### 평창 마운틴 클러스터
- 평창 올림픽 스타디움 - 개막식 및 폐막식
- 평창 알펜시아 바이애슬론 센터 - 바이애슬론, 크로스컨트리 스키
- 정선 알파인 경기장 - 알파인 스키, 스노보드

#### 강릉 코스탈 클러스터
- 강릉 컬링 센터 - 휠체어 컬링
- 강릉 하키 센터 - 아이스 슬레지 하키

### 선수촌 · 미디어촌
- 평창 마운틴 클러스터 선수촌

### 대회 지원 시설
- 평창 알펜시아 MPC - 메인 프레스 센터
- 평창 알펜시아 IBC - 국제 방송 센터

## 대회 진행

### 성화 봉송

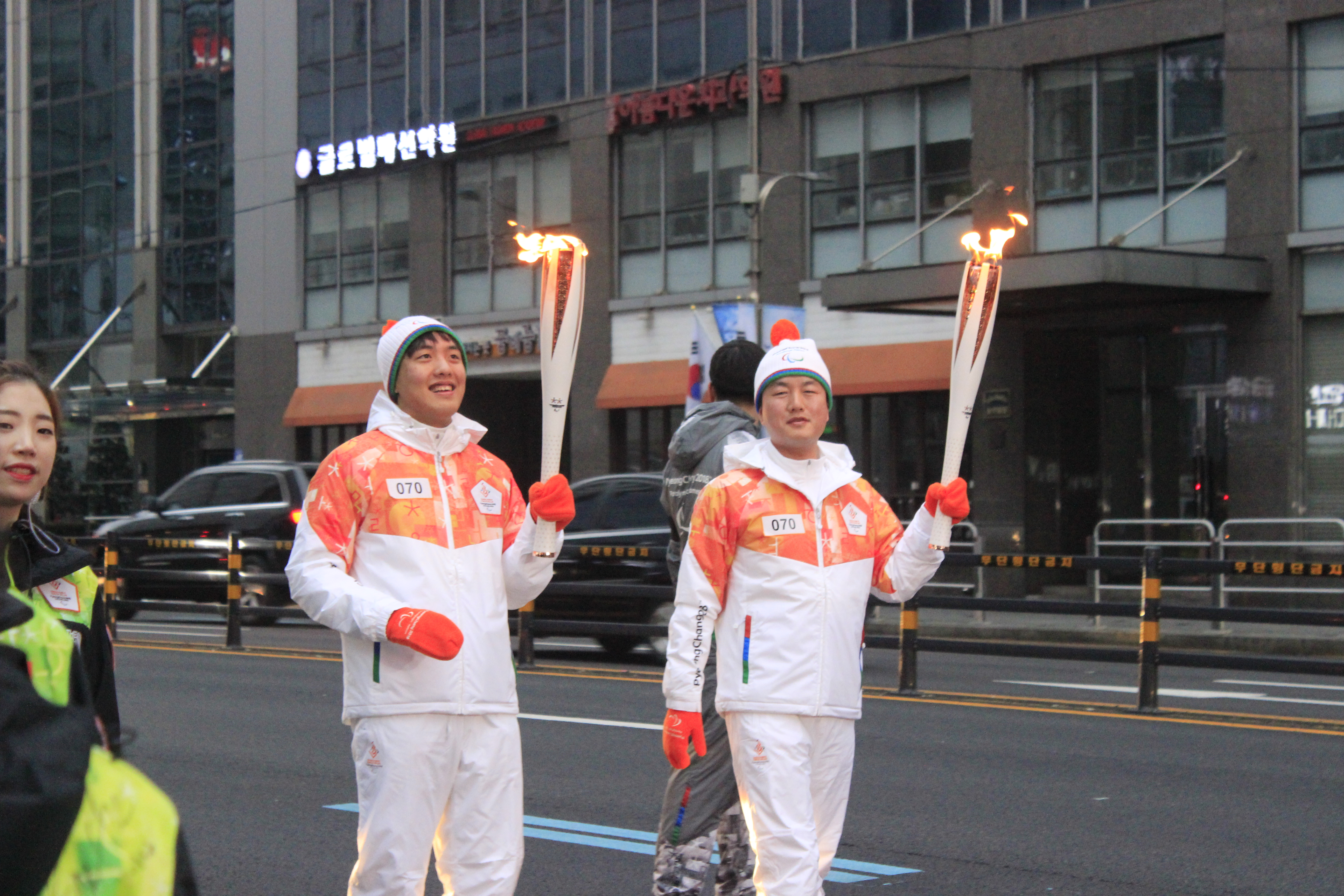
2018년 동계 패럴림픽의 성화 봉송

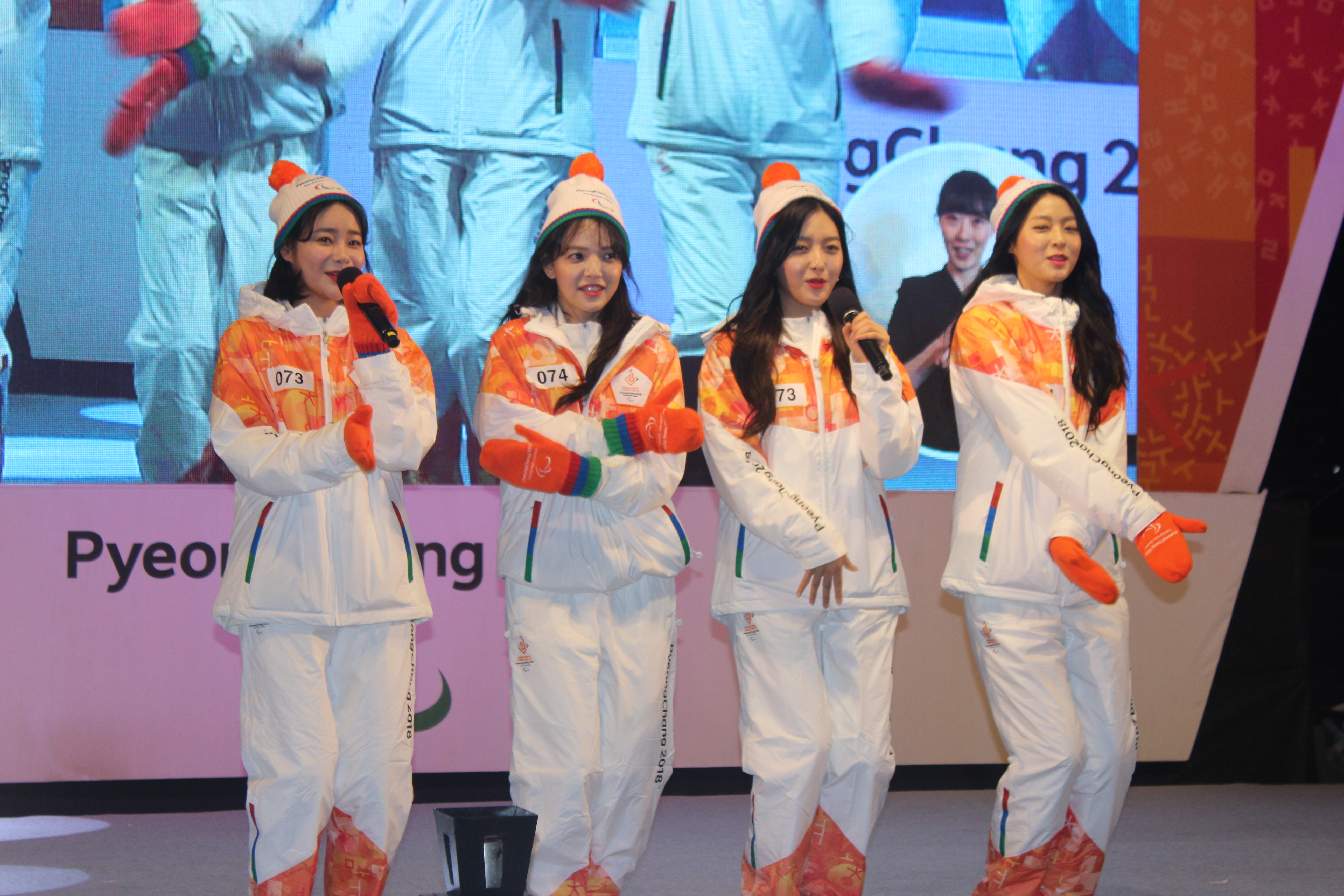
서울특별시 청계광장에서 열린 성화 봉송 축하 행사에서 AOA 멤버들이 인사하고 있다.

2018년 평창 동계 패럴림픽 성화는 2018년 3월 2일 패럴림픽의 발상지인 영국 스토크맨더빌, 2018년 동계 패럴림픽 개최국인 대한민국의 경기도 안양시, 충청남도 논산시, 전라북도 고창군, 경상북도 청도군, 제주특별자치도 제주시에서 동시에 채화되었다.
이들 불꽃은 2018년 3월 3일 서울특별시 올림픽공원 평화의 광장에 보존된 1988년 서울 하계 패럴림픽 성화, 전 세계 응원 메시지를 담은 디지털 성화와 함께 합화되었다. 8개의 불꽃은 인간의 무한한 잠재력과 가능성을 의미한다. 성화 봉송은 서울특별시(3월 3일 ~ 3월 4일), 강원도 춘천시(3월 5일), 원주시(3월 6일), 정선군(3월 7일), 강릉시(3월 8일)에 걸쳐 진행되었으며 3월 9일 개막식 평창 올림픽 스타디움에 도착하였다. 최종 주자를 맡은 김은정, 서순석 선수가 공동으로 점화하였다.

### 개막식

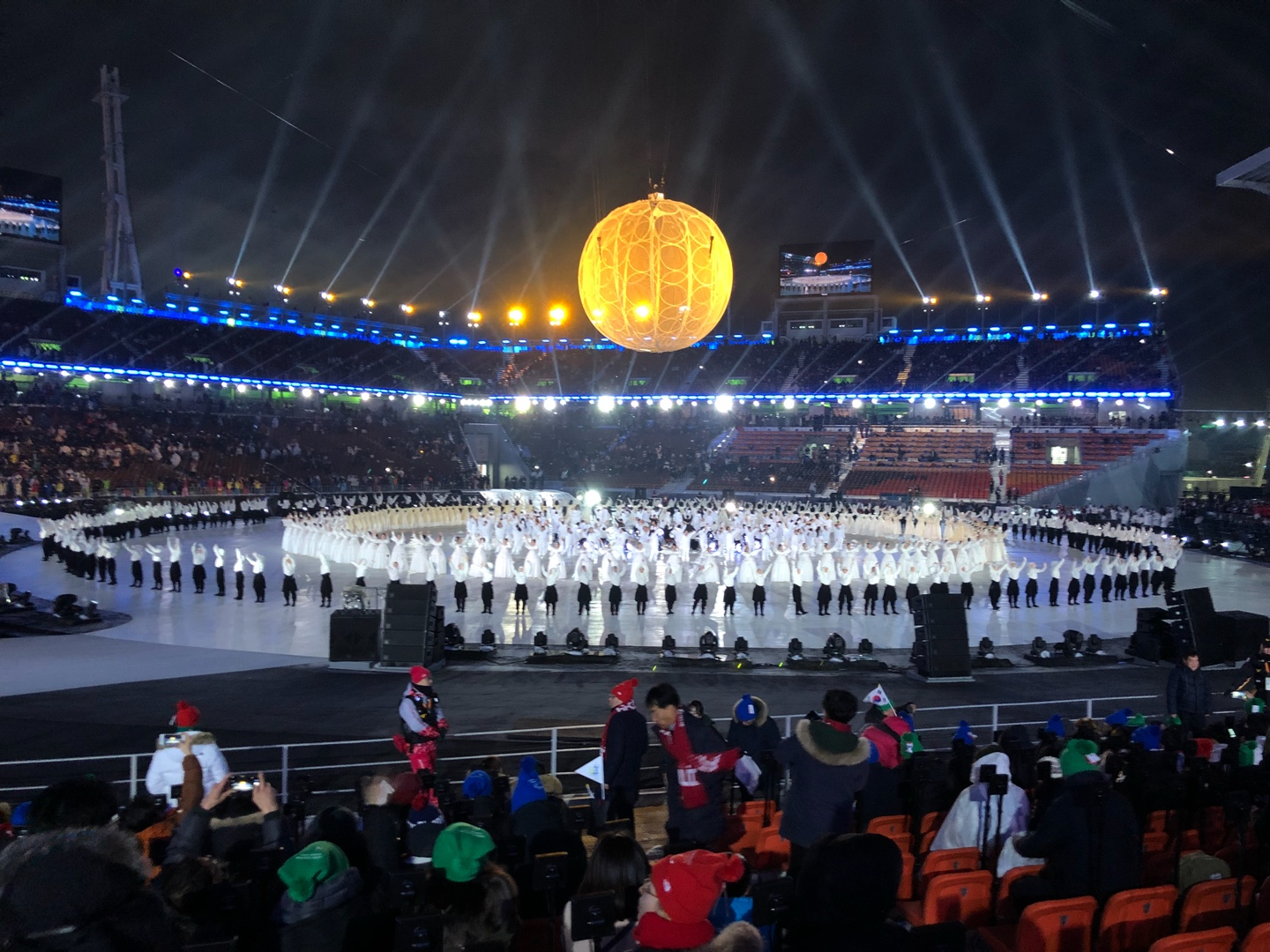
개회식이 열리고 있는 평창 올림픽 스타디움. 구준엽의 EDM에 맞춰 무용가가 춤을 추고 있다.

개막식은 2018년 3월 9일 현지 시간 오후 8시에 평창 올림픽 스타디움에서 열렸다.

### 폐막식
폐막식은 2018년 3월 18일 현지 시간 오후 8시에 개막식과 마찬가지로 평창 올림픽 스타디움에서 열렸다.

### 참가국
2018년 동계 패럴림픽에 참가한 국가는 총 49개국이다. 조선민주주의인민공화국, 조지아, 타지키스탄 3개국이 처음으로 동계 패럴림픽에 참가했다. 타지키스탄은 2018년 동계 올림픽에 참가하지 않은 국가 가운데 유일하게 2018년 동계 패럴림픽에 참가한 국가이기도 하다. 2014년 동계 패럴림픽에 참가하지 않았던 헝가리가 다시 참가했다.
국제 패럴림픽 위원회(IPC)는 2016년에 국가 차원의 도핑 스캔들을 일으킨 러시아 패럴림픽 위원회에 대해 자격 정지 처분을 내렸으며 2016년 8월 30일에는 러시아 선수단의 2018년 동계 패럴림픽 참가를 금지시켰다. 국제 패럴림픽 위원회는 러시아 출신 선수들이 대회 출전을 희망할 경우에는 '중립 패럴림픽 선수'(Neutral Paralympic Athletes) 명의로만 참가할 수 있다고 발표했다. 이에 따라 패럴림픽 중립 선수단은 대회에서 패럴림픽기와 패럴림픽 찬가를 사용했다.
대한민국과 조선민주주의인민공화국은 패럴림픽 역사상 최초로 개막식에서 한반도기를 들고 동시에 입장할 계획이었지만 개막식에 사용할 한반도기 문제로 인해 무산되었다. 조선민주주의인민공화국 측은 독도가 들어간 한반도기를 사용해야 한다고 주장한 반면 대한민국 측은 독도가 들어가지 않은 한반도기를 사용해야 한다고 주장했기 때문이다.
| - 그리스 (1) - 네덜란드 (9) - 노르웨이 (34) - 뉴질랜드 (3) - 대한민국 (42) (개최국) - 덴마크 (1) - 독일 (28) - 루마니아 (1) - 멕시코 (1) - 몽골 (1) - 미국 (81) - 벨기에 (2) - 벨라루스 (19) - 보스니아 헤르체고비나 (1) - 불가리아 (2) - 브라질 (3) - 세르비아 (1) - 스웨덴 (25) - 스위스 (13) - 스페인 (3) - 슬로바키아 (11) - 슬로베니아 (1) - 아르메니아 (1) - 아르헨티나 (2) - 아이슬란드 (1) - 안도라 (1) - 영국 (15) - 오스트레일리아 (12) - 오스트리아 (13) - 우즈베키스탄 (1) - 우크라이나 (39) - 이란 (5) - 이탈리아 (25) - 일본 (44) - 조선민주주의인민공화국 (2) - 조지아 (2) - 중화인민공화국 (31) - 중립 패럴림픽 선수 (42) - 체코 (21) - 칠레 (4) - 카자흐스탄 (9) - 캐나다 (64) - 크로아티아 (8) - 타지키스탄 (1) - 튀르키예 (1) - 폴란드 (12) - 프랑스 (16) - 핀란드 (14) - 헝가리 (2) |

### 종목
2018년 동계 패럴림픽은 다음과 같은 세부 종목으로 구성된다. 스노보드가 처음으로 정식 종목에 추가되었다.
- 알파인 스키 (30)
- 바이애슬론 (18)
- 크로스컨트리 스키 (20)
- 아이스 슬레지 하키 (1)
- 스노보드 (10)
- 휠체어 컬링 (1)

## 경기 일정
|  | 개막식 |  | 경기 예선 |  | 결승전 |  | 폐막식 |

| 3월                | 9일 금 | 10일 토 | 11일 일 | 12일 월 | 13일 화 | 14일 수 | 15일 목 | 16일 금 | 17일 토 | 18일 일 | 금메달 수 |
| ------------------ | ------ | ------- | ------- | ------- | ------- | ------- | ------- | ------- | ------- | ------- | --------- |
| 알파인 스키        |        | 6       | 6       |         | 6       | 3       | 3       |         | 3       | 3       | 30        |
| 바이애슬론         |        | 6       |         |         | 6       |         |         | 6       |         |         | 18        |
| 크로스컨트리 스키  |        |         | 2       | 4       |         | 6       |         |         | 6       | 2       | 20        |
| 아이스 슬레지 하키 |        |         |         |         |         |         |         |         |         | 1       | 1         |
| 스노보드           |        |         |         | 5       |         |         |         | 5       |         |         | 10        |
| 휠체어 컬링        |        |         |         |         |         |         |         |         | 1       |         | 1         |
| 총 합계            | 0      | 12      | 8       | 9       | 12      | 9       | 3       | 11      | 10      | 6       | 80        |
| 행사               |        |         |         |         |         |         |         |         |         |         |           |

### 메달 집계
| 순위 | 국가               | 금메달 | 은메달 | 동메달 | 합계 |
| ---- | ------------------ | ------ | ------ | ------ | ---- |
| 1    | 미국               | 13     | 15     | 8      | 36   |
| 2    | 중립 패럴림픽 선수 | 8      | 10     | 6      | 24   |
| 3    | 캐나다             | 8      | 4      | 16     | 28   |
| 4    | 프랑스             | 7      | 8      | 5      | 20   |
| 5    | 독일               | 7      | 8      | 4      | 19   |
| 6    | 우크라이나         | 7      | 7      | 8      | 22   |
| 7    | 슬로바키아         | 6      | 4      | 1      | 11   |
| 8    | 벨라루스           | 4      | 4      | 4      | 12   |
| 9    | 일본               | 3      | 4      | 3      | 10   |
| 10   | 네덜란드           | 3      | 3      | 1      | 7    |

## 방송사
- 패럴림픽 - 올림픽 방송 서비스
  - 패럴림픽 유튜브 채널 (실시간 & 하이라이트)
- 일본 - NHK, 민방 (TV도쿄, TV아사히)
- 대한민국 - KBS 1TV, KBS 2TV, KBS 24시 뉴스, MBC TV, SBS TV
  - 대한장애인체육회TV 보관됨 2022-09-03 - 웨이백 머신
- 중국 - 중국중앙텔레비전
- 영국 - 채널 4
- 미국 - NBC
- 스페인 - TVE
- 프랑스 - 프랑스 텔레비지옹
- 이탈리아 - 이탈리아 방송 협회
- 폴란드 - 폴란드 텔레비전
- 중동아시아 - BeIN Sports
- 오스트레일리아 - 세븐 네트워크
- 라틴 아메리카 - Claro Sports
- 사하라 이남 아프리카 - TV5Monde
- 남아공 - SABC
- 브라질 - 헤지 글로부
- 멕시코 - 텔레비사
- 칠레 - 텔레비시온 나시오날 데 칠레

## 같이 보기
- 2018년 평창 동계 올림픽 및 패럴림픽 조직위원회
- 2018년 동계 올림픽